# Wolfgang Holzmair
Wolfgang Holzmair (* 1952 in Vöcklabruck, Oberösterreich) ist ein österreichischer Opern- und Operettensänger (Bariton).

## Leben
Wolfgang Holzmair studierte an der Musikhochschule Wien bei Hilde Rössel-Majdan (Gesang) und Erik Werba (Lied). Nach seinem Studium machte er sich insbesondere als Lied-, Konzert- und Oratoriensänger einen Namen. 1974 sang er für Luchino Viscontis Film Gewalt und Leidenschaft das Lied Stille Liebe von Robert Schumann ein. Seither ist er auf allen großen Musikbühnen der Welt erfolgreich: in London, Lissabon, Wien, Salzburg, New York, Den Haag, Washington, Salzburg, Graz, Gstaad, Paris u. a. m. Am Klavier wird er begleitet u. a. von Imogen Cooper, Till Fellner, Russell Ryan, Roger Vignoles sowie Gérard Wyss.
Wolfgang Holzmair arbeitet mit den führenden Orchestern zusammen, so dem Gewandhausorchester Leipzig, dem Israel Philharmonie Orchestra, den Berliner Philharmonikern, dem Cleveland Orchester und den Wiener Symphonikern unter ihren berühmten Dirigenten. 
Auch als Opern-/Operettensänger ist er auf nationalen und internationalen Bühnen vertreten. Gastengagements führten den Sänger nach Dallas, Toronto, Seattle, Hongkong, Erfurt, Lyon, Lille etc. Zu seinem Repertoire gehören beispielsweise: Papageno in Die Zauberflöte, Don Alfonso in Così fan tutte, Faninal in Der Rosenkavalier, Musiklehrer in Ariadne auf Naxos, Wolfram in Tannhäuser und der Sängerkrieg auf der Wartburg, Ottokar in Der Freischütz, Eisenstein in Die Fledermaus sowie Homonay in Der Zigeunerbaron.
Wolfgang Holzmair ist Professor für Lied und Oratorium am Mozarteum. Zu seinem Schülerkreis zählen u. a. Christiane Karg, Anja Schlosser, Cordula Schuster, Andrè Schuen und Matthias Winckhler. Er leitet die Internationale Sommerakademie Mozarteum Salzburg und gibt Meisterkurse in Europa und Nordamerika.

## Diskografie
- Franz Schubert: Lieder, Label: Tudor 1996
- An die ferne Geliebte, Label: Philips 2000
- Eichendorff-Lieder, Label: Philips 2002
- Debussy: Pelléas et Mélisande, Label: Harmonia Mundi 2002
- Schumann: Dichterliebe, Liederkreis, Kerner-Lieder, Heine-Lieder, Myrthen, Label: Philips 2008
- Wolf: Lieder, Label: Wigmove Hall Live 2009